# Buslijn 245 (Rotterdam)
Buslijn 245 was een buslijn van de RET die reed tussen metrostation Kralingse Zoom en de wijk Het Zand in Ridderkerk. Het was een zogeheten "snelbus", een buslijn die grote delen over de snelweg reed.

## Geschiedenis
Op 11 december 2011 werd buslijn 245 als spitslijn ingevoerd tussen Kralingse Zoom en de Hortensiastraat in Ridderkerk Drievliet. Dit omdat buslijn 145 de snelle route over de A16 verloor toen deze door IJsselmonde ging rijden. Met ingang van de dienstregeling van 2015 werd lijn 145 opgeheven, waardoor lijn 245 ook buiten de spitsuren ging rijden. Sindsdien rijdt deze lijn tussen Kralingse Zoom en de Spinozastraat, 's ochtends voert de route richting Kralingse Zoom door het centrum van Ridderkerk en de route naar de Spinozastraat over de Rotterdamseweg, 's middags is dit omgekeerd.
Met ingang van 30 augustus 2021 werd lijn 245 vernummerd in lijn 145 en volgens de route van lijn 143 verlengd naar Dordrecht. Hierbij kwamen wel de route dóór Drievliet en Het Zand te vervallen, evenals de tegenspitsroute via de Donkerslootweg.